# Holoarctia teriolensis
Holoarctia teriolensis là một loài bướm đêm thuộc phân họ Arctiinae, họ Erebidae.